# Xystrosoma vasconicum
Xystrosoma vasconicum es una especie de miriápodo cordeumátido de la familia Chamaesomatidae endémica del norte de la España peninsular; se encuentra en el País Vasco.